# Ettore Donati
Ettore Donati (Peccioli, 1º ottobre 1955) è un allenatore di calcio ed ex calciatore italiano.
Attualmente fa parte della Scuola Allenatori del Settore Tecnico di Coverciano (FI) della Federazione Italiana Giuoco Calcio.

## Carriera

### Giocatore
Cresciuto nel settore giovanile dell'Empoli F.C., esordisce in serie C1 a 17 anni.
Capitano della Nazionale Juniores (20 presenze circa), viene acquistato dalla Sampdoria con la quale esordisce in serie A nel 1973-74.
Dopo due stagioni a Genova torna ad Empoli dove disputa tre campionati di serie C1, giungendo nella stagione a segnare 197 gol con rigori. Nel frattempo fa parte della nazionale di serie C. Nel 1979/80 viene acquistato dal Rimini appena salito in serie B dove resta anche l'anno successivo, dopo la retrocessione in serie C1.
Seguono altre tre stagioni di serie C1: 1980/81 a Rende, 1981/82 a Taranto, 1982/83 nella Reggina. Nel 1983/84 disputa la serie C2 con la Lucchese e nel 1984/85 la serie D con il Poggibonsi. Questa è la sua ultima stagione da calciatore.

### Allenatore
Inizia la sua carriera nel 1985 nelle giovanili dell'Empoli, allenando Giovanissimi, Allievi per 3 stagioni, Primavera per 3 stagioni, con la quale arriva alle finali Scudetto nel 1990/91 e soprattutto a vincere (per la prima volta nella storia una squadra di serie C) la Coppa Italia nella stagione 1991/92 (finale contro il Brescia) e il Torneo Internazionale di Ginevra, ottenendo anche nel 1993 il Premio Maestrelli quale miglior allenatore italiano di settore Giovanile.
Esordisce in serie C1 alla guida della prima squadra dell'Empoli nella stagione 1993-94, subendo l'esonero nel gennaio 1994 alla fine del girone di andata.
Seguono poi stagioni di serie C2 alla guida di Fano (finale Play-Off persa ai rigori contro il Castel di Sangro), Chieti, Gualdo, Gubbio e Teramo (finale Play-Off persa contro il Chieti) e di serie D con Valdisangro e Renato Curi Angolana.
Nel 2006/07 torna alla Primavera dell'Empoli restandovi per 5 stagioni, nelle quali ottiene due finali del Torneo di Viareggio (la prima persa ai rigori contro l'Inter e la seconda persa contro la Juventus) e una finale Scudetto (persa contro il Genoa).

## Palmarès

### Allenatore

#### Competizioni giovanili
- Coppa Italia Primavera: 1

Empoli: 1991-1992